# Мајамисберг (Охајо)
Мајамисберг (енгл. Miamisburg) град је у америчкој савезној држави Охајо.

## Демографија
По попису из 2010. године број становника је 20.181, што је 692 (3,6%) становника више него 2000. године.
| Група             | 2000.          | 2010.          |
| Белци             | 18.600 (95,4%) | 18.705 (92,7%) |
| Афроамериканци    | 310 (1,6%)     | 615 (3,0%)     |
| Азијати           | 143 (0,7%)     | 206 (1,0%)     |
| Хиспаноамериканци | 165 (0,8%)     | 327 (1,6%)     |
| Укупно            | 19.489         | 20.181         |